# アルバート郡
アルバート郡（アルバートぐん、英語：Albert County、仏語：Comté d'Albert）は、カナダのニューブランズウィック州南東部、ファンディ湾のシグナクト湾に面する郡。1967年の郡制廃止以前にはホープウェル・ケープに郡役場が置かれていた。

## 歴史
1845年に郡制施行され、アルバート公にちなんで名付けられた。

## 行政区分
アルバート郡には1町3村がある。また6の小教区に分かれる。